# Harpactocrates ravastellus
Harpactocrates ravastellus là một loài nhện trong họ Dysderidae.
Loài này thuộc chi Harpactocrates. Harpactocrates ravastellus được Eugène Simon miêu tả năm 1914.